# كارديف الشمالية (دائرة انتخابية في المملكة المتحدة)
كارديف الشمالية  (بالإنجليزية: Cardiff North)‏ هي إحدى الدوائر الانتخابية في المملكة المتحدة الممثلة في مجلس العموم في برلمان المملكة المتحدة.
عضو البرلمان الذي يمثلها حالياً هو Julie Morgan.